# Setostylus stubbsi
Setostylus stubbsi är en tvåvingeart som beskrevs av Loïc Matile 1990. Setostylus stubbsi ingår i släktet Setostylus och familjen platthornsmyggor. Inga underarter finns listade i Catalogue of Life.